# St. Salvator (Köln-Weidenpesch)

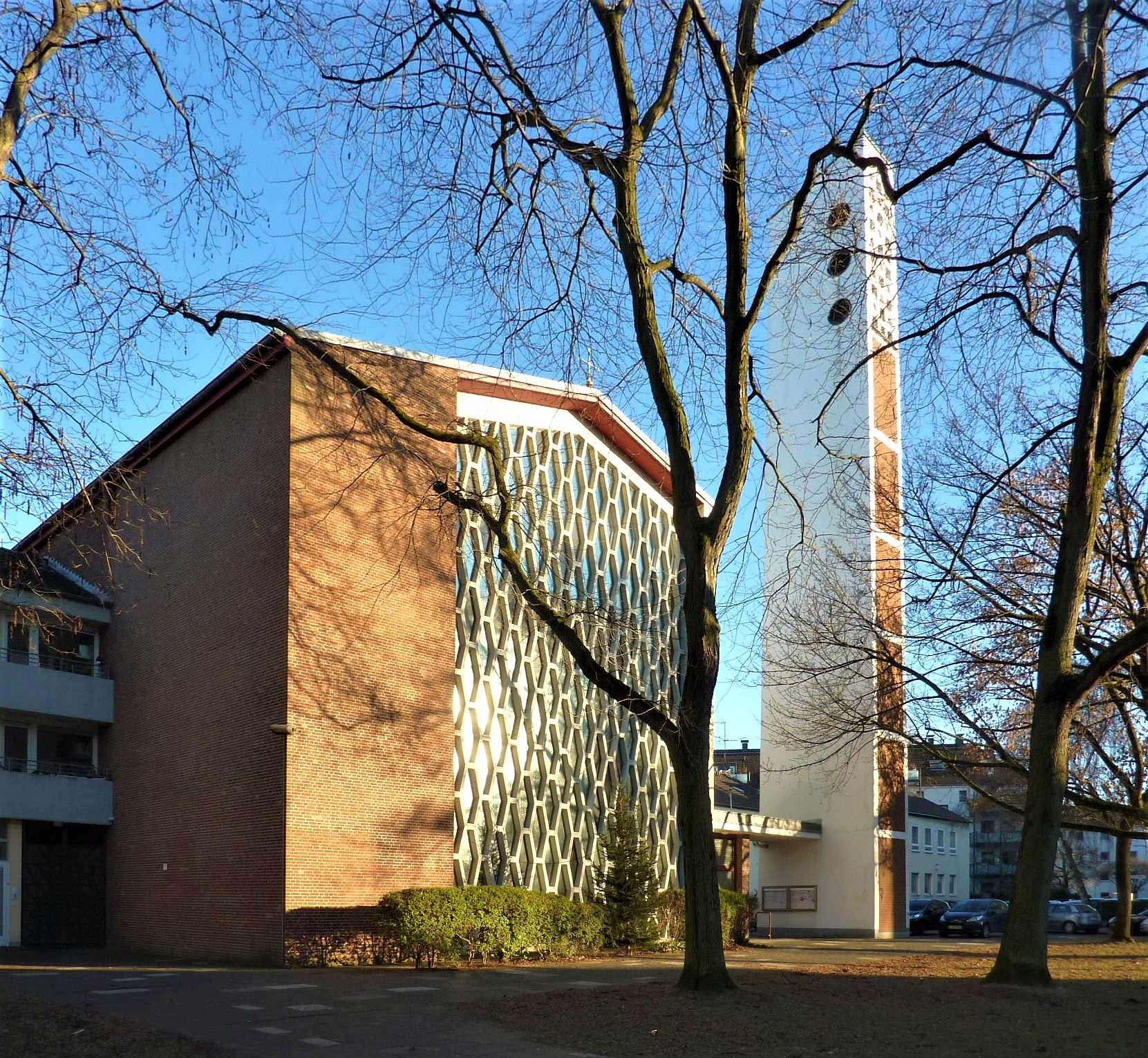
St. Salvator

Die römisch-katholische Kirche St. Salvator ist ein denkmalgeschützter Sakralbau im linksrheinischen Kölner Stadtteil Weidenpesch. Sie gehört zum Pfarrverband MauNieWei, der die katholischen Kirchengemeinden St. Quirinus, St. Salvator, St. Katharina, St. Clemens und Heilig Kreuz der Stadtteile Mauenheim, Niehl und Weidenpesch umfasst.

## Geschichte und Architektur

### Baugeschichte
Nachdem am 3. Mai 1958 die selbstständige Kirchengemeinde St. Salvator durch Teilung der Kirchengemeinden St. Quirinus, St. Clemens und Heilig Kreuz entstand, erhielt der Architekt Theodor Kelter den Auftrag zum Bau einer Kirche mit Pfarrhaus und dem Provinzialat der Salvatorianer.

### Außenarchitektur

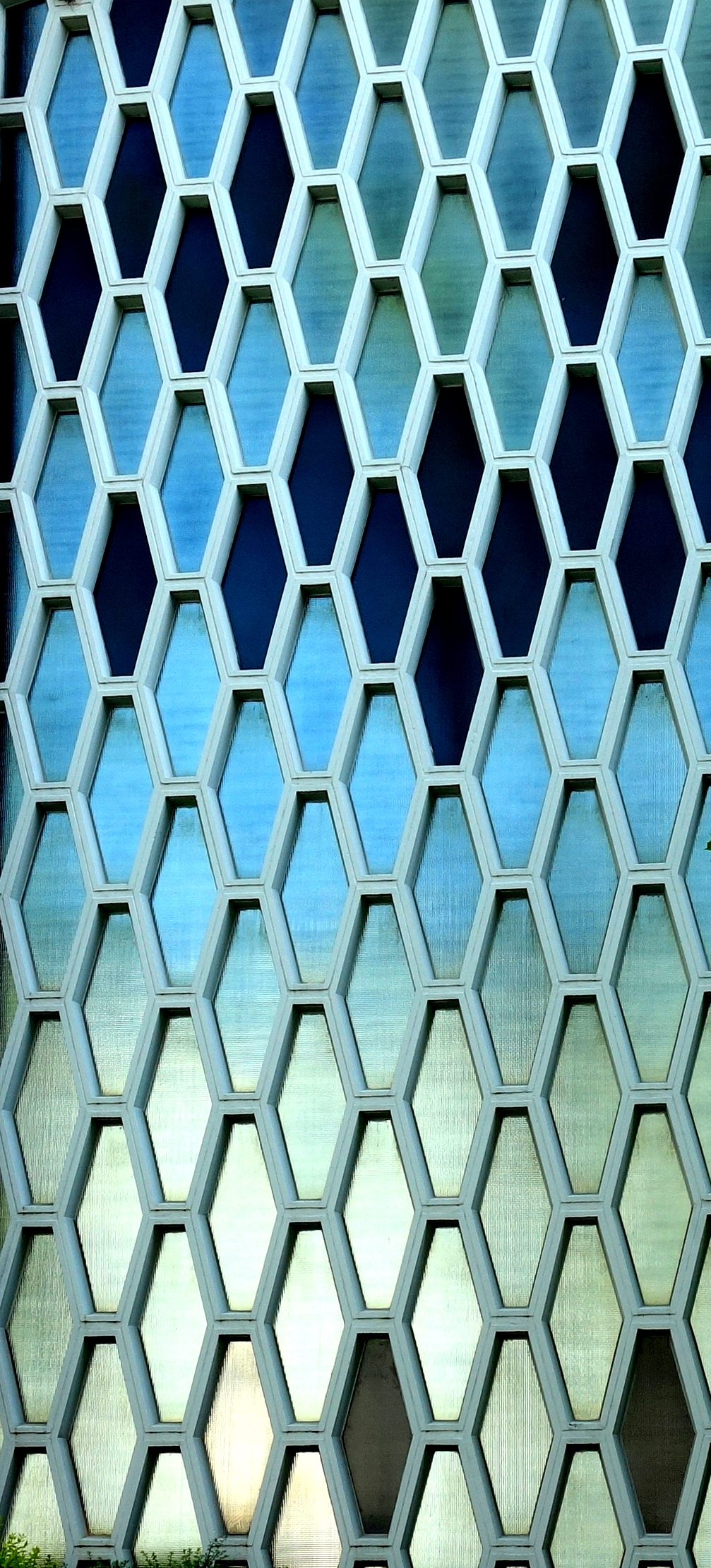
Wabenfenster

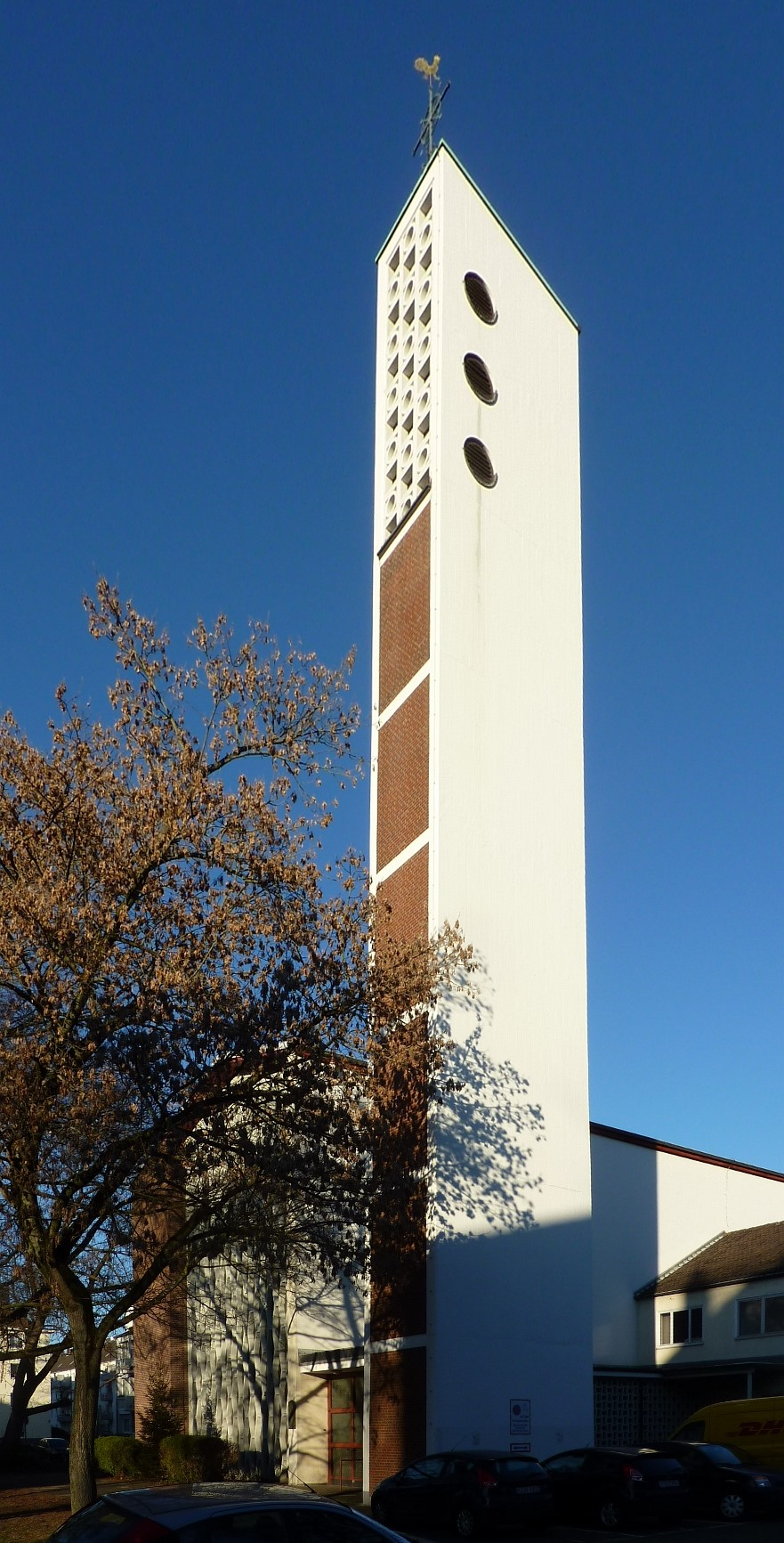
Glockenturm

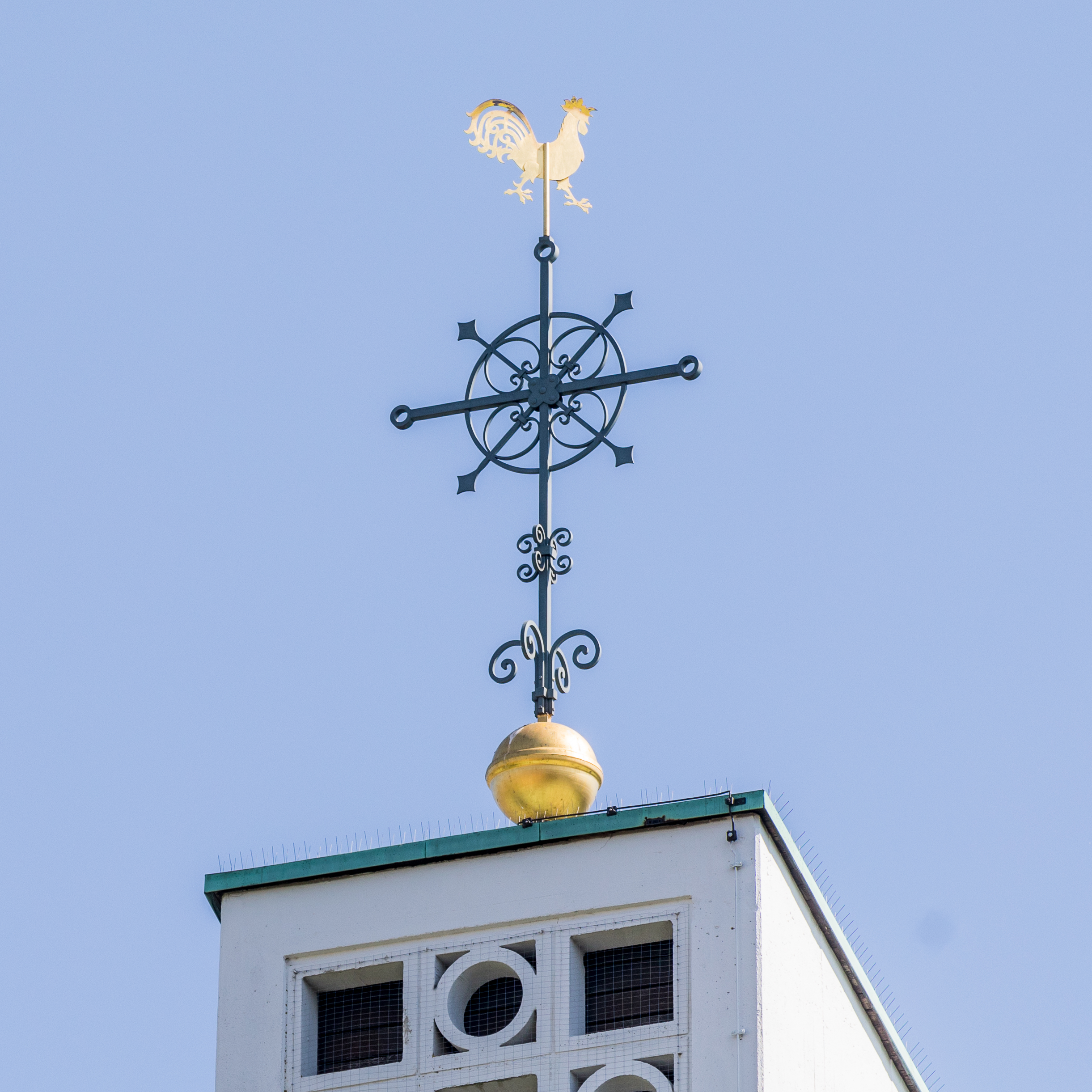
Wetterhahn

Die Salvatorkirche ist eine Hallenkirche mit rechteckigem Grundriss, einem flachen Satteldach und einem freistehenden Glockenturm. Das aus Backstein gemauerte Kirchengebäude besitzt eine Fassade, die zum großen Teil von Betonwabenfenstern geprägt ist.
Die Architektur des außen mit weiß verputztem Beton und eingerahmten Mauerziegelelementen verkleideten Turms passt sich den Gestaltungsmerkmalen der benachbarten Kirche an. Er beherbergt ein fünfstimmiges Glockengeläut und erhielt im August 2005, zu Beginn des Weltjugendtages in Köln, einen Wetterhahn auf der Kirchturmspitze.

### Ausstattung
In dem mit einer Holzdecke versehenen Innenraum der Kirche, dessen Nordwand aus gebrannten Ziegeln gestaltet ist, befindet sich ein Mosaik, das aus verschiedenartigen Natursteinen besteht und von dem Salvatorianerpater Ivo Schaible entworfen wurde. Es zeigt den thronenden, verklärten Christus aus der geheimen Offenbarung als Erlöser der Welt (Salvator mundi). Der Altar, die Kanzel und der Ambo sind Werke des Bildhauers Rudolf Peer. Der Silberschmiedemeister Wilhelm Nöthen schuf den Tabernakel mit verschiedenen symbolischen Darstellungen.
Zur weiteren Ausstattung des Innenraums gehören ein in Bronze gegossenes Taufbecken, eine Madonna im Silbermantel mit dem Jesuskind sowie jeweils circa ein Meter hohe Krippenfiguren aus Lindenholz, alles Werke des Künstlers Bernd Hartmann-Lintel aus Wiedenbrück. Ebenso wie das Taufbecken sind auch der Kreuzweg und eine Darstellung des heiligen Antonius von Padua aus Bronze gefertigt.
Die Orgel von 1963 mit 23 Registern stammt von der niederländischen Orgelbaufirma Verschueren Orgelbouw in Heythuysen.

## Denkmalschutz
Die Kirche St. Salvator wurde am 13. Oktober 1995 unter der Nummer 7657 in die Liste der Baudenkmäler im Kölner Stadtteil Weidenpesch eingetragen.